# Vretensborg

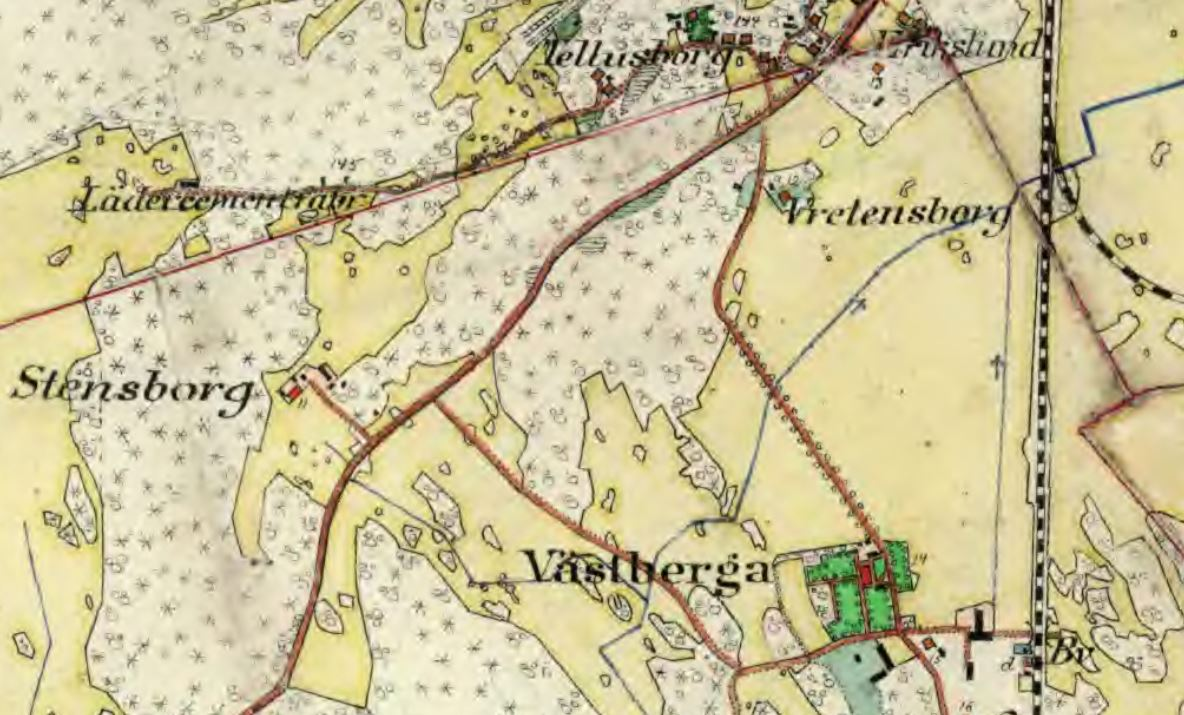
"Vretensborg" på häradskarten 1901. Diagonalt över kartbilden sträcker sig Södertäljevägen. Till vänster ligger torpet Stensborg och till höger syns spåret för Västra stambanan.

Vretensborg (även Vreten eller Vretenborg) var ett 1600-talstorp under Västberga gård som låg i dagens stadsdel Västberga, södra Stockholm. Idag påminner Vretensborgsvägen och kvarteret Vreten om den forna gården.
Torpet kallades Wrettan (1689), Wretensborg (1725) och Wret-Torp (1770) och låg norr om Västberga gård, strax söder om Södertäljevägen, ungefär där Vretensborgsvägen möter Västberga allé. På 1934 års karta över Stockholm med omgivningar är torpet fortfarande inritat. Det försvann i samband med stadsplaneringen för Västberga industriområde 1943.